# Octomeria pinicola
Octomeria pinicola é uma espécie de orquídea (Orchidaceae) originária do Brasil.